# Ceriporia
Ceriporia Donk (woszczynka) – rodzaj grzybów z rodziny Irpicaceae.

## Charakterystyka
Grzyby kortycjoidalne o owocniku rocznym, rozpostartym, w stanie świeżym skórzastym, po wysuszeniu kruchym i o zmiennej barwie: białawej, kremowej, różowawej, zielonkawej, fioletowej. Hymenofor skórzasty, poroidalny. System strzępkowy monomityczny, strzępki generatywne o prostych przegrodach, zwykle charakterystycznie i wyraźnie inkrustowane. Cystyd brak. Podstawki maczugowate, 4-sterygmowe z prostą przegrodą u podstawy. Bazydiospory o zmiennym kształcie; elipsoidalne, kiełbaskowate, półkuliste, gładkie, cienkościenne, nieamyloidalne. Grzyby nadrzewne, saprotrofy, powodujące białą zgniliznę drewna.
Ceriporia jest zwykle łatwa do odróżnienia po skórzastym i poroidalnym hymenoforze, strzępkach z prostymi przegrodami, zwykle inkrustowanymi, oraz szklistych, gładkich i nieamyloidalnych bazydiosporach.

## Systematyka i nazewnictwo
Pozycja w klasyfikacji według Index Fungorum: Irpicaceae, Polyporales, Incertae sedis, Agaricomycetes, Agaricomycotina, Basidiomycota, Fungi.
Takson utworzył w 1933 r. Marinus Anton Donk. Jego typem nomenklatorycznym jest Ceriporia viridans (Berk. & Broome) Donk. Synonim naukowy: Ceraporus Bondartsev & Singer.
Polską nazwę podał Stanisław Domański w 1965 r. W polskim piśmiennictwie mykologicznym należące do tego rodzaju gatunki opisywane były także pod nazwami huba, żagiew i porak.
Gatunki występujące w Polsce:
- Ceriporia aurantiocarnescens (Henn.) M. Pieri & B. Rivoire 1997[5]
- Ceriporia bresadolae (Bourdot & Galzin) Donk 1933
- Ceriporia excelsa S. Lundell ex Parmasto 1959 – woszczynka różowawa
- Ceriporia purpurea (Fr.) Donk 1971 – woszczynka purpurowa
- Ceriporia reticulata (Hoffm.) Domański 1963 – woszczynka siateczkowata
- Ceriporia rhodella (Fr.) Donk 1933
- Ceriporia viridans (Berk. & Broome) Donk 1933 – woszczynka zieleniejąca

Wykaz gatunków i nazwy naukowe na podstawie Index Fungorum. Wykaz gatunków i nazwy polskie według W. Wojewody i innych.